# Seattle Computer Gazelle
Seattle Computer Gazelle (Gazelle) је професионални рачунар, производ фирме Seattle Computer који је почео да се израђује у Сједињеним Америчким Државама током 1979. године.
Користио је 8088, затим 8086, као централни микропроцесор а RAM меморија рачунара Gazelle је имала капацитет од 128 KB, прошириво до 896 KB. 
Као оперативни систем кориштен је SCP-DOS (касније MS-DOS 1.0, па 1.25).

## Детаљни подаци
Детаљнији подаци о рачунару Gazelle су дати у табели испод.
|                       |                           |
| [ 1 ]                 |                           |
| Произвођач            |                           |
| Тип                   | професионални рачунар     |
| Меморија              | 128 прошириво до 896 KB   |
| Поријекло             | Сједињене Америчке Државе |
| Година                | 1979                      |
| Тастатура             | серијски видео терминал   |
| Процесор              | 8088 затим 8086           |
| Фреквенција процесора | 8 .                       |
| RAM                   | 128 прошириво до 896 KB   |
| ROM                   | непознато                 |
| Текст                 | 80 знакова x 25 линија    |
| Графика               |                           |
| Боја                  | нема                      |
| Звук                  | мали звучник              |
| Димензије             | непознато                 |
| Портови               |                           |
| Оперативни систем     | (касније 1.0, па 1.25)    |